# Moksja
Moksja, ibland mokša, (мокшень кяль) är ett finsk-ugriskt språk tillhörande den volgafinska grenen som talas av ungefär 300 000 personer i den autonoma republiken Mordvinien i Ryssland, där det är officiellt språk. Språket är nära besläktat med erzya, vilket är de två språk som talas av mordviner. Tidigare har språket ansetts vara en dialekt av mordvinska. Det skrivs med det vanliga ryska alfabetet.

## Fotnoter
1. 1 2  Ethnologue.com Moksha. Läst 18 augusti 2008.
2. ↑  volgafinska språk